# Lahagu
Lahagu is een bestuurslaag in het regentschap Nias Barat van de provincie Noord-Sumatra, Indonesië. Lahagu telt 884 inwoners (volkstelling 2010).